# Dr. Brain
Dr. Brain (en hangul, Dr. 브레인)  es una serie de televisión web surcoreana creada por el escritor, director y productor ejecutivo Kim Jee-woon. El thriller de ciencia ficción está basado en el webtoon homonínimo de Hongjacga. Lee Sun-kyun protagoniza el rol principal de un científico cerebral que intenta resolver la misteriosa muerte de su familia hackeando los cerebros de los fallecidos. Es la primera serie en coreano producida para Apple TV+, y se estrenará el 4 de noviembre de 2021 junto con el lanzamiento del servicio de streaming en Corea del Sur.

## Sinopsis
La serie narra la historia de Sewon, un brillante neurólogo afectado por un trastorno del espectro autista. Tras una horrible tragedia personal, en la que pierde a su mujer y a su hijo, intenta encontrar pistas que le ayuden a comprender lo sucedido, y para ello decide llevar a cabo experimentos llamados sincronizaciones cerebrales con los que accede a los recuerdos de personas recientemente fallecidas. A medida que conecta su cerebro con el de los fallecidos, también adquiere algunas de sus cualidades, y logra así experimentar sentimientos que nunca antes había tenido. En este proceso encuentra la ayuda de un enigmático detective privado.

## Reparto
- Lee Sun-kyun como Sewon, un científico cerebral
- Lee Yoo-young como Jaeyi, la esposa de Sewon
- Park Hee-soon como Kangmu, un investigador privado[6]
- Seo Ji-hye como Jiun, una teniente de una unidad de investigación
- Lee Jae-won como Namil, el colega de Sewon
- Uhm Tae-goo[7]
- Joo Min-kyung como una médica.

## Episodios
| N.º | Título            | Dirigido por | Escrito por  | Fecha de emisión original |
| --- | ----------------- | ------------ | ------------ | ------------------------- |
| 1   | «Loss of Life»    | Kim Jee-woon | Kim Jee-woon | 4 de noviembre de 2021    |
| 2   | «Mind Games»      | Kim Jee-woon | Kim Jee-woon | 11 de noviembre de 2021   |
| 3   | «Soul Searcher»   | Kim Jee-woon | Kim Jee-woon | 18 de noviembre de 2021   |
| 4   | «Back in Time»    | Kim Jee-woon | Kim Jee-woon | 25 de noviembre de 2021   |
| 5   | «Flashback»       | Kim Jee-woon | Kim Jee-woon | 2 de diciembre de 2021    |
| 6   | «A Certain Smell» | Kim Jee-woon | Kim Jee-woon | 9 de diciembre de 2021    |

## Producción y lanzamiento
Según los informes, el director Kim Jee-woon había intentado adaptar el webtoon de Daum Dr. Brain, que nunca llegó a producirse. Sin embargo, en mayo de 2019 pudo lograr a producir la serie con YG Studioplex.  Durante un tiempo, el proyecto se desarrolló bajo el título de trabajo Mr. Robin, y a Lee Sun-kyun se le ofreció el rol principal en octubre de 2020. Lee había firmado en marzo de 2021 cuando Apple adquirió la serie cuando estaba en fase de producción, convirtiéndola en la primera serie en coreano de su servicio de streaming. En octubre de 2021, Apple estableció la fecha de lanzamiento para el 4 de noviembre de 2021, coincidiendo con el lanzamiento de Apple TV+ en Corea del Sur. Junto con la fecha de lanzamiento, se dio a conocer al resto del reparto principal. La serie está compuesta de seis episodios que se lanzarán semanalmente desde el estreno de la serie hasta el 10 de diciembre de 2021.